# Ouled Riyah
Ouled Riyah ou Ouled Riah (em árabe: أولاد رياح) é uma cidade e comuna localizada na província de Tremecém, no noroeste da Argélia. Em 2008, sua população era de 4 329 habitantes.